# Puszcza Bieniszewska
Puszcza Bieniszewska - kompleks leśny w powiecie konińskim w gminie Kazimierz Biskupi.
Drzewostan puszczy jest lasem mieszanym. 
Na jej obszarze wydzielono cztery rezerwaty przyrody:
- Rezerwat przyrody Mielno
- Rezerwat przyrody Bieniszew
- Rezerwat przyrody Pustelnik
- Rezerwat przyrody Sokółki

Podzielona jest na dwa leśnictwa - Głodów na zachodzie i Bieniszew od wschodu. W puszczy znajduje się klasztor kamedułów. Obszar wpisany do obszarów chronionych Natura 2000.